# Bettendorf (Iowa)
Bettendorf è una città degli Stati Uniti d'America, nella Contea di Scott dello Stato dell'Iowa.
Bettendorf si trova all'estremità orientale dello Stato, sul Mississippi, al confine con lo Stato dell'Illinois, proprio di fronte alla città di Moline. Entrambe fanno parte di un'ampia area urbana sulle rive del Mississippi, nota con il nome di Quad cities, che comprende anche i centri di Davenport, East Moline e Rock Island.